# Laura Barquero
Laura Barquero (ur. 12 października 2001 w Madrycie) – hiszpańska łyżwiarka figurowa startująca w parach sportowych z Marco Zandronem. Uczestniczka igrzysk olimpijskich (2022), uczestniczka mistrzostw Europy, medalistka zawodów z cyklu Challenger Series, mistrzyni Hiszpanii juniorów (2017) oraz czterokrotna mistrzyni Hiszpanii seniorów (2018–2021).

## Osiągnięcia

### Pary sportowe

#### Z Marco Zandronem
| Zawody                      | 20–21          | 21–22          |                |                |                |                |                |                |                |                |                |                |                |                |                |                |                |
| Międzynarodowe              | Międzynarodowe | Międzynarodowe | Międzynarodowe | Międzynarodowe | Międzynarodowe | Międzynarodowe | Międzynarodowe | Międzynarodowe | Międzynarodowe | Międzynarodowe | Międzynarodowe | Międzynarodowe | Międzynarodowe | Międzynarodowe | Międzynarodowe | Międzynarodowe | Międzynarodowe |
| --------------------------- | -------------- | -------------- | -------------- | -------------- | -------------- | -------------- | -------------- | -------------- | -------------- | -------------- | -------------- | -------------- | -------------- | -------------- | -------------- | -------------- | -------------- |
| Zimowe igrzyska olimpijskie |                | 11             |                |                |                |                |                |                |                |                |                |                |                |                |                |                |                |
| Mistrzostwa Europy          |                | 9              |                |                |                |                |                |                |                |                |                |                |                |                |                |                |                |
| CS Finlandia Trophy         |                | 6              |                |                |                |                |                |                |                |                |                |                |                |                |                |                |                |
| CS Nebelhorn Trophy         |                | 2              |                |                |                |                |                |                |                |                |                |                |                |                |                |                |                |
| CS Warsaw Cup               |                | 8              |                |                |                |                |                |                |                |                |                |                |                |                |                |                |                |
| International Cup of Nice   |                | 1              |                |                |                |                |                |                |                |                |                |                |                |                |                |                |                |
| Lombardia Trophy            |                | 2              |                |                |                |                |                |                |                |                |                |                |                |                |                |                |                |
| Krajowe                     |                |                |                |                |                |                |                |                |                |                |                |                |                |                |                |                |                |
| Mistrzostwa Hiszpanii       | 1              |                |                |                |                |                |                |                |                |                |                |                |                |                |                |                |                |

#### Z Tònem Cónsulem
| Zawody                      | 19–20          |                |                |                |                |                |                |                |                |                |                |                |                |                |                |                |                |
| Międzynarodowe              | Międzynarodowe | Międzynarodowe | Międzynarodowe | Międzynarodowe | Międzynarodowe | Międzynarodowe | Międzynarodowe | Międzynarodowe | Międzynarodowe | Międzynarodowe | Międzynarodowe | Międzynarodowe | Międzynarodowe | Międzynarodowe | Międzynarodowe | Międzynarodowe | Międzynarodowe |
| --------------------------- | -------------- | -------------- | -------------- | -------------- | -------------- | -------------- | -------------- | -------------- | -------------- | -------------- | -------------- | -------------- | -------------- | -------------- | -------------- | -------------- | -------------- |
| Mistrzostwa świata          | C              |                |                |                |                |                |                |                |                |                |                |                |                |                |                |                |                |
| Mistrzostwa Europy          | 14             |                |                |                |                |                |                |                |                |                |                |                |                |                |                |                |                |
| CS Golden Spin of Zagreb    | 8              |                |                |                |                |                |                |                |                |                |                |                |                |                |                |                |                |
| CS Warsaw Cup               | 4              |                |                |                |                |                |                |                |                |                |                |                |                |                |                |                |                |
| International Challenge Cup | 9              |                |                |                |                |                |                |                |                |                |                |                |                |                |                |                |                |
| Memoriał Dienisa Tiena      | 2              |                |                |                |                |                |                |                |                |                |                |                |                |                |                |                |                |
| Icelab International Cup    | 3              |                |                |                |                |                |                |                |                |                |                |                |                |                |                |                |                |
| Krajowe                     |                |                |                |                |                |                |                |                |                |                |                |                |                |                |                |                |                |
| Mistrzostwa Hiszpanii       | 1              |                |                |                |                |                |                |                |                |                |                |                |                |                |                |                |                |

#### Z Aritzem Maestu

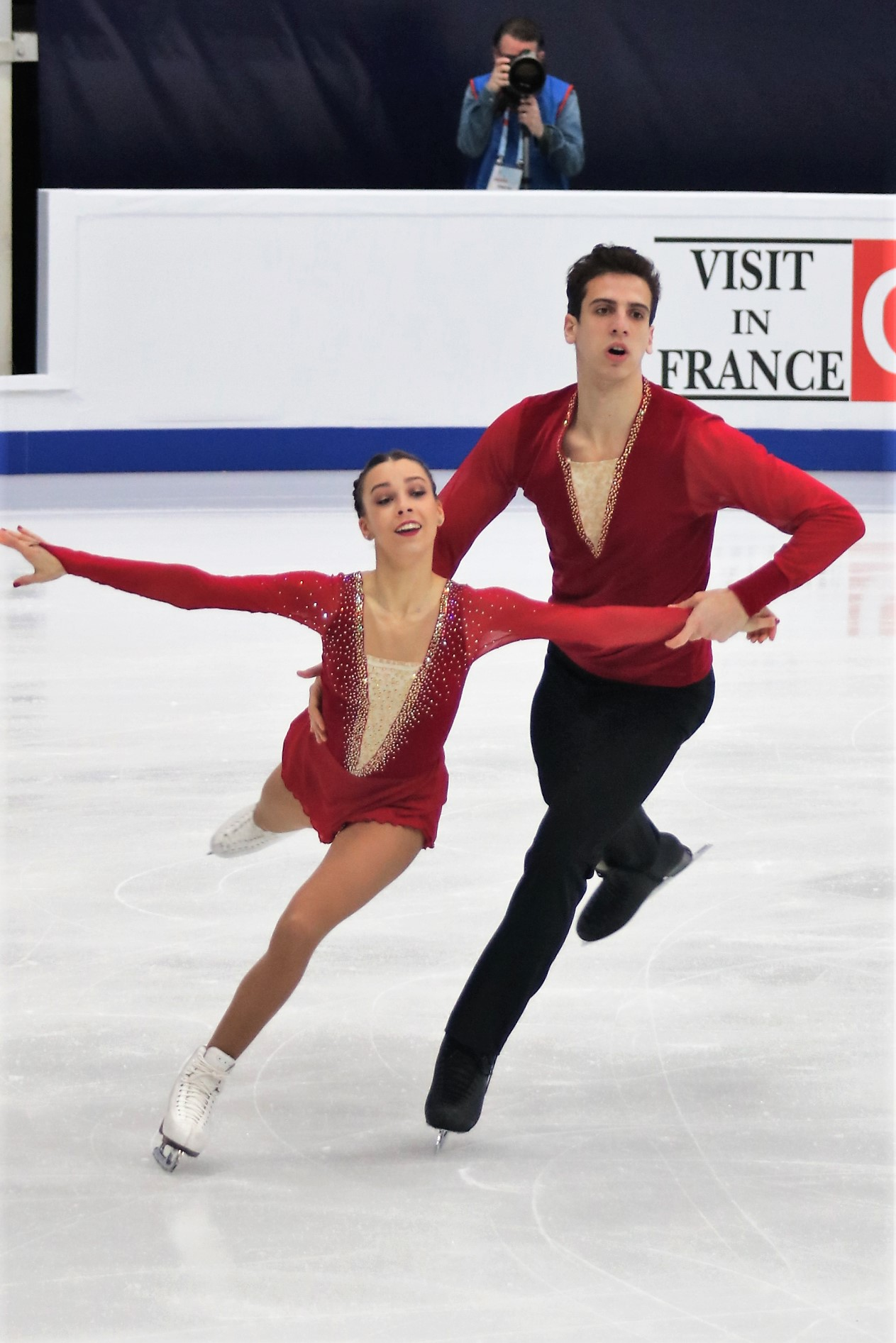
Barquero i Maestu na mistrzostwach Europy 2018

| Zawody                      | 17–18          | 18–19          |                |                |                |                |                |                |                |                |                |                |                |                |                |                |                |
| Międzynarodowe              | Międzynarodowe | Międzynarodowe | Międzynarodowe | Międzynarodowe | Międzynarodowe | Międzynarodowe | Międzynarodowe | Międzynarodowe | Międzynarodowe | Międzynarodowe | Międzynarodowe | Międzynarodowe | Międzynarodowe | Międzynarodowe | Międzynarodowe | Międzynarodowe | Międzynarodowe |
| --------------------------- | -------------- | -------------- | -------------- | -------------- | -------------- | -------------- | -------------- | -------------- | -------------- | -------------- | -------------- | -------------- | -------------- | -------------- | -------------- | -------------- | -------------- |
| Mistrzostwa świata          | 20             | 15             |                |                |                |                |                |                |                |                |                |                |                |                |                |                |                |
| Mistrzostwa Europy          | 11             | 7              |                |                |                |                |                |                |                |                |                |                |                |                |                |                |                |
| GP NHK Trophy               |                | 6              |                |                |                |                |                |                |                |                |                |                |                |                |                |                |                |
| GP Grand Prix Helsinki      |                | 7              |                |                |                |                |                |                |                |                |                |                |                |                |                |                |                |
| CS Finlandia Trophy         |                | 8              |                |                |                |                |                |                |                |                |                |                |                |                |                |                |                |
| CS Lombardia Trophy         | 7              | 5              |                |                |                |                |                |                |                |                |                |                |                |                |                |                |                |
| CS Nebelhorn Trophy         | 13             |                |                |                |                |                |                |                |                |                |                |                |                |                |                |                |                |
| CS Warsaw Cup               | 7              |                |                |                |                |                |                |                |                |                |                |                |                |                |                |                |                |
| Bavarian Open               |                | 1              |                |                |                |                |                |                |                |                |                |                |                |                |                |                |                |
| International Challenge Cup | 1              |                |                |                |                |                |                |                |                |                |                |                |                |                |                |                |                |
| Cup of Nice                 | 6              |                |                |                |                |                |                |                |                |                |                |                |                |                |                |                |                |
| Minsk-Arena Ice Star        |                | 2              |                |                |                |                |                |                |                |                |                |                |                |                |                |                |                |
| Mentor Toruń Cup            | 1              |                |                |                |                |                |                |                |                |                |                |                |                |                |                |                |                |
| Krajowe                     |                |                |                |                |                |                |                |                |                |                |                |                |                |                |                |                |                |
| Mistrzostwa Hiszpanii       | 1              | 1              |                |                |                |                |                |                |                |                |                |                |                |                |                |                |                |

### Solistki
| Zawody                                | 15–16                                 | 16–17                                 |                                       |                                       |                                       |                                       |                                       |                                       |                                       |                                       |                                       |                                       |                                       |                                       |                                       |                                       |                                       |                                       |
| Międzynarodowe: Kategorie młodzieżowe | Międzynarodowe: Kategorie młodzieżowe | Międzynarodowe: Kategorie młodzieżowe | Międzynarodowe: Kategorie młodzieżowe | Międzynarodowe: Kategorie młodzieżowe | Międzynarodowe: Kategorie młodzieżowe | Międzynarodowe: Kategorie młodzieżowe | Międzynarodowe: Kategorie młodzieżowe | Międzynarodowe: Kategorie młodzieżowe | Międzynarodowe: Kategorie młodzieżowe | Międzynarodowe: Kategorie młodzieżowe | Międzynarodowe: Kategorie młodzieżowe | Międzynarodowe: Kategorie młodzieżowe | Międzynarodowe: Kategorie młodzieżowe | Międzynarodowe: Kategorie młodzieżowe | Międzynarodowe: Kategorie młodzieżowe | Międzynarodowe: Kategorie młodzieżowe | Międzynarodowe: Kategorie młodzieżowe | Międzynarodowe: Kategorie młodzieżowe |
| ------------------------------------- | ------------------------------------- | ------------------------------------- | ------------------------------------- | ------------------------------------- | ------------------------------------- | ------------------------------------- | ------------------------------------- | ------------------------------------- | ------------------------------------- | ------------------------------------- | ------------------------------------- | ------------------------------------- | ------------------------------------- | ------------------------------------- | ------------------------------------- | ------------------------------------- | ------------------------------------- | ------------------------------------- |
| JGP w Estonii                         |                                       | 18                                    |                                       |                                       |                                       |                                       |                                       |                                       |                                       |                                       |                                       |                                       |                                       |                                       |                                       |                                       |                                       |                                       |
| Bavarian Open                         |                                       | 11 J                                  |                                       |                                       |                                       |                                       |                                       |                                       |                                       |                                       |                                       |                                       |                                       |                                       |                                       |                                       |                                       |                                       |
| Open d'Andorra                        |                                       | 4 J                                   |                                       |                                       |                                       |                                       |                                       |                                       |                                       |                                       |                                       |                                       |                                       |                                       |                                       |                                       |                                       |                                       |
| Memoriał Hellmuta Seibta              | 20 J                                  |                                       |                                       |                                       |                                       |                                       |                                       |                                       |                                       |                                       |                                       |                                       |                                       |                                       |                                       |                                       |                                       |                                       |
| Krajowe                               |                                       |                                       |                                       |                                       |                                       |                                       |                                       |                                       |                                       |                                       |                                       |                                       |                                       |                                       |                                       |                                       |                                       |                                       |
| Mistrzostwa Hiszpanii                 | 1                                     | 1                                     |                                       |                                       |                                       |                                       |                                       |                                       |                                       |                                       |                                       |                                       |                                       |                                       |                                       |                                       |                                       |                                       |